# Сумлінне використання
Сумлі́нне використа́ння, також добропоря́дне кори́стування  — доктрина авторського права, що посилається на особливість законодавства про авторське право США, допускає вільне використання захищених авторським правом матеріалів за умови дотримання певних обмежень, встановлених законодавством. Термін «fair use» застосовується лише США, однак у деяких країнах із англосаксонською системою права використовується схожий термін «чесна поведінка» (англ. fair dealing).
Добропорядне користування допускається без отримання дозволу власника авторських прав до того часу, доки воно сприяє «прогресу науки та корисних мистецтв» (пункт 8, розділ 8, стаття 1 Конституції США), що відрізняється від видачі явної ліцензії на використання об'єкта авторських прав. Отже, ця доктрина намагається поєднувати інтереси власника авторських прав і соціальну та культурну цінність похідних від захищених авторським правом робіт для суспільства. Деякі обмеження авторських прав при добропорядному користуванні пояснюються необхідністю захисту свободи слова посиланнями на Першу поправку до Конституції США.

## Сумлінне використання у праві США
Концепція «авторського права» і відповідний закон уперше були прийняті Британським Парламентом у 1709 році. Оскільки новий закон не дозволяв відтворення захищених авторським правом робіт, то як противагу суди використали доктрину «сумлінного цитування», а пізніше «сумлінного використання» в окремих випадках, що допускали корисність таких дій. У США ця доктрина застосовувалася лише як загальний принцип аж до включення її у Закон про Авторське право у 1976 році (17 U.S.C. § 107):

Незважаючи на положення секцій 106 та 106А Закону «сумлінне використання» захищених творів не є порушенням авторських прав, у тому числі не визнаються порушенням відтворення творів (у тому числі аудіозаписів) з метою критики, коментування, висвітлення новин, навчання (включаючи розмноження для використання в класах), викладання або наукових досліджень.

При визначенні того, чи є «сумлінне використання» твору припустимим у конкретному випадку враховуються такі фактори:
1. мета та характер такого використання, у тому числі чи є воно комерційним або некомерційним, зокрема, використанням у освітніх цілях;
2. природа твору;
3. величина та значимість використаної частини стосовно цілого твору;
4. вплив «сумлінного використання» на потенційний ринок поширення й ціну захищеної авторським з роботи.

«Сумлінне використання» неопублікованого добутку допускається також лише із урахуванням викладених вище факторів.
Перераховані фактори викладені у класичному прецеденті Фолсом проти Маршу (Folsom v. Marsh), що слухався 1841 року. У цій судовій справі відповідач скопіював 353 сторінки із дванадцятитомної біографії Джорджа Вашингтона, автором якої був позивач, з метою створення власної двотомної роботи. Суд відхилив доводи відповідача про «сумлінне використання» із таких мотивів:

рецензент може сумлінно цитувати оригінальну роботу у великому обсязі, якщо його завданням є використання цих цитат для справедливої та розумної критики. З іншого боку, як це видно, він цитує найважливіші частини роботи не з метою критики, а з метою заміни, використання та огляду первісної роботи. Таке використання вважається піратством… Одним словом, ми повинні весь час… ураховувати характер і мету зробленої вибірки, кількість та обсяг використаних матеріалів, а також ступінь, у якій це використання може завдавати шкоди продажам чи може служити причиною зниження прибутку, або заміняти цілі первісної роботи.

Важливо звернути увагу, що ці фактори були внесені як рекомендації в § 107 USC, а не представлені окремо. Цей розділ був призначений Конгресом для повторної заяви, а не для заміни попереднього прецедентного права. Суди усе ще мають право розглядати інші фактори.

### Мета й характер
Перший фактор порушує питання про те, чи сприяє дане використання цілям закону про авторське право, що полягає в стимулюванні творчого збагачення суспільства, або ж має на меті тільки «заміну об'єктів» оригіналу для, скажімо, особистої вигоди. Щоб класифікувати використання як «сумлінне», варто продемонструвати, як воно сприяє розвитку знань або прогресу мистецтва, додаючи щось нове. Ключовим моментом у цьому розгляді є ступінь, у якому це використання є перетворенням, а не похідною роботою. Коли Том Форсиз використав ляльок Барбі у своєму фотопроєкті «Ланцюг Харчування Барбі», компанія Маттель програла справу про порушення своїх авторських прав і прав на торговельну марку, тому що робота Форсиза ефективно пародіює саму Барбі й цінності, які вона представляє («Mattel Inc. v. Walking Mountain Productions»). Однак, коли Джеф Кунс спробував виправдати запозичення фотографії Арта Роджерса «Щенята» для своєї скульптури «Низка щенят» за допомогою того ж захисту, заснованого на «пародії», він програв, оскільки його робота була представлена не як конкретно пародія фотографії Роджерса, а як пародія суспільства в цілому. Це запозичення було визнано недостатньо виправданим. Таким чином, навіть якщо вторинна робота є перетворенням, то це дійсно повинне бути так.
У наведеному вище законодавстві частина фактора, у якій сказано «у тому числі чи є воно комерційним або некомерційн освітнім», останнім часом була зменшена в значимості в деяких судових округах, «тому що багато хто, якщо не всі, вторинні роботи шукають хоча б деяку комерційну вигоду від їхнього використання» (American Geophysical Union, 60 °F.3d at 921). Важливішим є те, чи служить це використання хоч одній меті, згаданій в наведеному вище законодавстві, тому що саме це служить парадигмою «перетворення». Хоча й суддя Пьер Леваль оцінив перший фактор, як «душу сумлінного використання», він сам по собі не є визначальним. Наприклад, не кожне використання з метою освіти захищено «сумлінним використанням».